# Johann Baptist Edmund Dähler
Johann Baptist Edmund Dähler (* 3. Juli 1847 in Appenzell; † 7. Januar 1927 ebenda, katholisch, heimatberechtigt in Appenzell) war ein Schweizer Politiker (Katholisch-Konservative).

## Leben
Johann Baptist Edmund Dähler wurde am 3. Juli 1847 in Appenzell als Sohn des Privatiers und konservativen Politikers Johann Baptist Dähler geboren. Dähler absolvierte eine kaufmännische Ausbildung in Lausanne. In der Folge war er als Buchhalter und Anwalt in Appenzell. Zwischen 1877 und 1883 war er zudem als Zivilstandsbeamter und Kreiskommandant eingesetzt. Schliesslich war er von 1890 bis 1902 als Landesarchivar angestellt.
Überdies fungierte Dähler als einer der Mitbegründer der Appenzell-Innerrhodischen Kantonalbank. Er war mit Mathilde, der Tochter des Kirchenpflegers Johann Fortunat Bischofberger, verheiratet. Johann Baptist Edmund Dähler starb am 7. Januar 1927 im Alter von 79 Jahren in Appenzell. Sein Sohn Edmund war ebenfalls für die Konservativen politisch aktiv.

## Politische Laufbahn
Dähler war zuerst zwischen 1882 und 1883 als Kantonsrichter tätig. Im Anschluss amtierte er in der Standeskommission zunächst von 1883 bis 1887 als Innerrhoder Landessäckelmeister, danach von 1890 bis 1897 als Erziehungsdirektor. Zudem stand er der Regierung zwischen 1887 und 1923 als Landammann vor. Darüber hinaus vertrat er seine Partei nach den Parlamentswahlen 1890 bis 1895 im Nationalrat. In weiterer Folge war Dähler, nachdem er sich zuvor in einer Wahl gegen seinen Parteikollegen Joseph Albert Hautle durchgesetzt hatte, zwischen 1895 und 1920 im Ständerat vertreten.